# Omaruru
Omaruru es un distrito electoral y un pueblo de la región de Erongo en Namibia.  Su población oficialmente es de 6.792 habitantes, aunque estimaciones locales la sitúan entre 6.000 a 12.000 habitantes.
Está situado entre las Montañas Erono y el usualmente seco río Omaruru; en la ruta principal que une Swakopmund con Otjiwarongo.
El pueblo creció alrededor de una misión construida en 1872 por Gottlieb Viehe que actualmente es un museo, y fue atacada en 1904 durante la sublevación de los Herero. la Torre del Capitán Franke fue construida en ese periodo para defender el establecimiento.
El pueblo es conocido por su festival anual, su bodega y por las huellas de dinosaurios cerca de Otjihaenamparero. El pueblo se encuentra sobre las vías del Ferrocarril Trans-Namib.
- Datos: Q1896161
- Multimedia: Omaruru / Q1896161